# ENAC Alumni
ENAC Alumni (även känd som INGENAC) är en ideell alumni-förening grundad 1987 och registrerad i Toulouse. Det grundades av Robert Aladenyse.
Föreningens huvudsakliga uppdrag är att utveckla varumärkesbilden för École nationale de l'aviation civile (även känd som French Civil Aviation University), den första europeiska forskarskolan inom flyg- och flygfältet. År 2020 representerar det nästan 27 000 personer, vilket gör föreningen till den största i Frankrike för flygstudier.

## Historia
När École nationale de l'aviation civile skapades 1949 utbildades tjänstemän från Direction Générale de l'Aviation Civile först. I början av 1970-talet började universitetet utbilda icke-tjänstemän för flygindustrin. Antalet civila studenter växer på 1980-talet och då blev en alumni-förening en no-brainer. Robert Aladenyse (1931-2003, examen 1964) bestämde sig 1987 för att skapa en ideell organisation för Diplôme d'ingénieur alumnen INGENAC. På 2000-talet uppmuntrade utvecklingen i Frankrike av kurserna Masters och Mastère spécialisé föreningen att välkomna och representera dessa nya studenter.
Den 1 januari 2010 slogs ENAC samman med SEFA för att bli det största flyguniversitetet i Europa. Det är därför INGENAC bestämde sig för att byta namn för att bli ENAC Alumni och samla kandidater från alla grader från École nationale de l'aviation civile. Det träder i kraft i mars 2012.
ENAC Alumni är medlem i Conférence des grandes écoles.

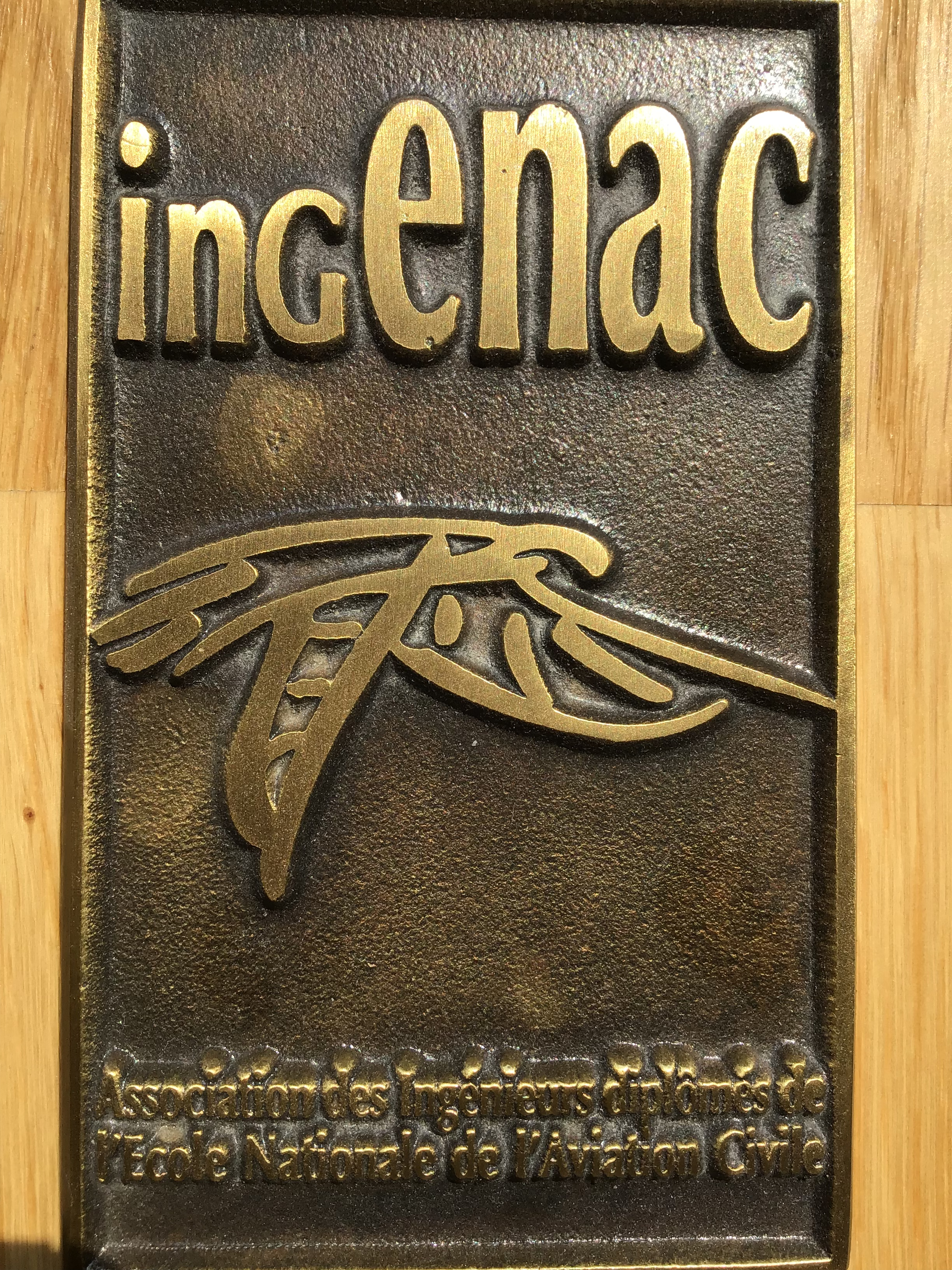
Prix INGENAC